# Terbeschikkingstellingsregeling
De terbeschikkingstellingsregeling (TBS) is een Nederlands fiscaal regime, waaronder iemand valt wanneer hij vermogensbestanddelen ter beschikking stelt aan een vennootschap van hem of een met hem verbonden persoon, of een IB-onderneming van een met hem verbonden persoon. Hieronder vallen grofweg zijn fiscale partner plus een aantal personen met wie hij nauwe financiële banden (zoals een gezamenlijk pensioen) onderhoudt. Met betrekking tot vennootschappen gaat het dan om vennootschappen waarin hij of een met hem verbonden persoon een aanmerkelijk belang heeft. 
Het vermogensbestanddeel dat ter beschikking wordt gesteld zou normaliter in box 3 vallen en daar volgens de vermogensrendementsheffing belast worden. Krachtens de terbeschikkingstellingsregeling wordt het vermogensbestanddeel behandeld als inkomstenbron in box 1. Van het bestanddeel moet een balans worden opgemaakt, waarbij de winst als resultaat uit overige werkzaamheden aangegeven dient te worden. Er is een terbeschikkingstellingsvrijstelling, die genoemd is naar de terbeschikkingstelling, maar ook van toepassing is op gewoon resultaat uit overige werkzaamheden.
De TBS is bij de belastingherziening van 2001 opgenomen in de Wet inkomstenbelasting 2001 als een anti-misbruikmaatregel. Het beoogt te voorkomen dat vermogensbestanddelen die normaal in box 1 (winst uit onderneming) belast worden, in box 3 geplaatst als dit fiscaal voordeliger is. Dat zou betekenen dat de onderneming enerzijds wel de kosten voor gebruik van het ter beschikking gestelde, bijvoorbeeld de verbruiksvergoeding voor huur van een pand, ten volle in mindering zouden kunnen brengen op de ondernemingswinst, terwijl anderzijds de particulier de baten onbelast zou ontvangen behoudens de vermogensrendementsheffing. Om dit soort aan-jezelf-verhuur-constructies te voorkomen, is bij de belastingherziening van 2001 het TBS-regime ingevoerd.
Hoofdregel:
Artikel 3.90 Wet IB 2001 Belastbaar resultaat uit overige werkzaamheden
Uitbreidingen: 
Artikel 3.91 Wet IB 2001 Ter beschikking stellen van vermogensbestanddelen aan een onderneming of werkzaamheid
Artikel 3.92 Wet IB 2001 Ter beschikking stellen van vermogensbestanddelen; aan een vennootschap waarin een aanmerkelijk belang wordt gehouden
Het gaat bijvoorbeeld om een DGA die geld leent aan zijn BV, of een bedrijfspand beschikbaar stelt. De terbeschikkingstellingsregeling voorkomt dat de vergoeding die de BV hiervoor aan de DGA betaalt de winst van de BV (en daarmee de vennootschapsbelasting en uiteindelijk de inkomstenbelasting in box 2 van de DGA) vermindert, maar het belaste rendement op het vermogen van de DGA niet beïnvloedt omdat dat forfaitair bepaald zou zijn. De terbeschikkingstellingsregeling verplaatst het beschikbaar gestelde vermogen van box 3 naar box 1, waardoor het werkelijke rendement wordt belast.
Bij een IB-ondernemer doet dit zich niet voor, omdat deze geen overeenkomst kan sluiten met zijn onderneming, en dus geen vergoeding voor een terbeschikkingstelling kan overeenkomen. Een ander kan wel bijvoorbeeld geld lenen aan de ondernemer, of een bedrijfspand beschikbaar stellen. Als deze echter de partner van de ondernemer is, of een minderjarig kind van de ondernemer of zijn partner, dan geldt de vergoeding ook weer als belastbaar resultaat uit overige werkzaamheden, ook als er voor de partner of het kind geen werk aan vastzit. Een en ander geldt meer algemeen bij het door een persoon rendabel maken van vermogensbestanddelen van zijn partner of een minderjarig kind van hem of zijn partner, ook als er geen onderneming is, en het dus gaat om het behalen van resultaat uit overige werkzaamheden.